# VM i skak 1957
VM i skak 1957 var en match om verdensmesterskabet i skak mellem den regerende verdensmester Mikhail Botvinnik fra Sovjetunionen og udfordreren, hans landsmand Vassilij Smyslov, som fandt sted i Moskva, Sovjetunionen 5. marts – 27. april 1957. Matchen gjaldt 24 partier med sejr til titelholderen ved uafgjort 12 – 12. Smyslov vandt matchen 12½ – 9½, og blev dermed den syvende verdensmester i skak.

## Baggrund
Mikhail Botvinnik havde siddet på verdensmesterskabet siden VM i skak 1948 og havde begge de gange, han havde forsvaret titlen, beholdt den ved at spille uafgjort med udfordreren, senest mod Smyslov i 1954.
Oprindeligt havde man planlagt at skære størrelsen på kandidatturneringen ned til syv deltagere på grund af de høje udgifter til at afholde turneringen i 1953, som havde varet to måneder med 15 deltagere. Men efter kritik af, at man havde udelukket Smyslov, som havde spillet den forudgående VM-match, valgte man at inkludere ham, så deltagertallet nåede op på otte. Da syvendepladsen i interzoneturneringen i Göteborg i 1955 var blevet delt mellem Boris Spasskij, Miroslav Filip og Herman Pilnik valgte man at invitere alle tre, hvorved deltagertallet i kandidatturneringen nåede op på ti.
Turneringen fandt sted i Amsterdam i marts-april 1956.

### Kandidatturneringens turneringstabel
Smyslov blev en ret sikker vinder af kandidatturneringen med 1½ points forspring for nummer to, Paul Keres, og vandt dermed retten til at møde Botvinnik i en match om verdensmesterskabstitlen. Turneringsresultaterne var som følger:
| Kandidatturneringen Amsterdam 1956 | Kandidatturneringen Amsterdam 1956 | Kandidatturneringen Amsterdam 1956 | Kandidatturneringen Amsterdam 1956 | Kandidatturneringen Amsterdam 1956 | Kandidatturneringen Amsterdam 1956 | Kandidatturneringen Amsterdam 1956 | Kandidatturneringen Amsterdam 1956 | Kandidatturneringen Amsterdam 1956 | Kandidatturneringen Amsterdam 1956 | Kandidatturneringen Amsterdam 1956 | Kandidatturneringen Amsterdam 1956 | Kandidatturneringen Amsterdam 1956 |
| Nr.                                | Spiller                            | 1                                  | 2                                  | 3                                  | 4                                  | 5                                  | 6                                  | 7                                  | 8                                  | 9                                  | 10                                 | Points i alt                       |
| ---------------------------------- | ---------------------------------- | ---------------------------------- | ---------------------------------- | ---------------------------------- | ---------------------------------- | ---------------------------------- | ---------------------------------- | ---------------------------------- | ---------------------------------- | ---------------------------------- | ---------------------------------- | ---------------------------------- |
| 1                                  | Vassilij Smyslov                   | - –                                | ½ ½                                | ½ 1                                | 1 1                                | ½ ½                                | 0 ½                                | ½ ½                                | ½ 1                                | 1 ½                                | ½ 1                                | 11½                                |
| 2                                  | Paul Keres                         | ½ ½                                | – -                                | ½ 1                                | ½ ½                                | ½ ½                                | ½ ½                                | ½ ½                                | ½ 0                                | 1 ½                                | 1 ½                                | 10                                 |
| 3                                  | David Bronstein                    | ½ 0                                | ½ 0                                | – -                                | ½ 1                                | 1 ½                                | ½ 0                                | ½ ½                                | 1 ½                                | ½ ½                                | ½ 1                                | 9½                                 |
| 4                                  | Efim Geller                        | 0 0                                | ½ ½                                | ½ 0                                | – -                                | 1 0                                | 1 ½                                | ½ 0                                | 1 1                                | ½ 1                                | 1 ½                                | 9½                                 |
| 5                                  | Tigran Petrosian                   | ½ ½                                | ½ ½                                | 0 ½                                | 0 1                                | – -                                | ½ ½                                | ½ ½                                | 1 ½                                | ½ ½                                | 1 ½                                | 9½                                 |
| 6                                  | Boris Spasskij                     | 1 ½                                | ½ ½                                | ½ 1                                | 0 ½                                | ½ ½                                | – -                                | 0 ½                                | ½ ½                                | ½ ½                                | ½ 1                                | 9½                                 |
| 7                                  | László Szabó                       | ½ ½                                | ½ ½                                | ½ ½                                | ½ 1                                | ½ ½                                | 1 ½                                | – -                                | 0 ½                                | ½ ½                                | 0 1                                | 9½                                 |
| 8                                  | Miroslav Filip                     | ½ 0                                | ½ 1                                | 0 ½                                | 0 0                                | 0 ½                                | ½ ½                                | 1 ½                                | – -                                | 1 0                                | ½ 1                                | 8                                  |
| 9                                  | Oscar Panno                        | 0 ½                                | 0 ½                                | ½ ½                                | ½ 0                                | ½ ½                                | ½ ½                                | ½ ½                                | 0 1                                | – -                                | 1 ½                                | 8                                  |
| 10                                 | Herman Pilnik                      | ½ 0                                | 0 ½                                | ½ 0                                | 0 ½                                | 0 ½                                | ½ 0                                | 1 0                                | ½ 0                                | 0 ½                                | – -                                | 5                                  |

## Matchregler
Reglerne for matchen var de samme, man havde brugt i de forudgående VM-matcher: Bedst af 24 partier, mesteren beholder titlen ved uafgjort.

## Matchresultat
Botvinnik spillede uden sekundant, idet han frygtede, at der kunne være en læk, så Smyslov fik indblik i hans forberedte varianter. Det var en frygt, som stammede fra hans erfaringer fra matchen i 1954.
Matchens dommer var den svenske stormester Gideon Ståhlberg.

### Resume
|                   | 1 | 2 | 3 | 4 | 5 | 6 | 7 | 8 | 9 | 10 | 11 | 12 | 13 | 14 | 15 | 16 | 17 | 18 | 19 | 20 | 21 | 22 | Points |
| ----------------- | - | - | - | - | - | - | - | - | - | -- | -- | -- | -- | -- | -- | -- | -- | -- | -- | -- | -- | -- | ------ |
| Vassilij Smyslov  | 1 | ½ | ½ | 0 | 0 | 1 | ½ | 1 | ½ | ½  | ½  | 1  | 0  | ½  | ½  | ½  | 1  | ½  | ½  | 1  | ½  | ½  | 12½    |
| Mikhail Botvinnik | 0 | ½ | ½ | 1 | 1 | 0 | ½ | 0 | ½ | ½  | ½  | 0  | 1  | ½  | ½  | ½  | 0  | ½  | ½  | 0  | ½  | ½  | 9½     |

### De enkelte partier
| VM matchen Botvinnik - Smyslov, 1957 | VM matchen Botvinnik - Smyslov, 1957 | VM matchen Botvinnik - Smyslov, 1957 | VM matchen Botvinnik - Smyslov, 1957 | VM matchen Botvinnik - Smyslov, 1957 | VM matchen Botvinnik - Smyslov, 1957 | VM matchen Botvinnik - Smyslov, 1957 |
| Parti                                | Dato (1957)                          | Hvid                                 | Sort                                 | Resultat                             | I alt Botvinnik                      | I alt Smyslov                        |
| ------------------------------------ | ------------------------------------ | ------------------------------------ | ------------------------------------ | ------------------------------------ | ------------------------------------ | ------------------------------------ |
| 1                                    | 5. marts                             | Botvinnik                            | Smyslov                              | 0 - 1                                | 0                                    | 1                                    |
| 2                                    | 7. marts                             | Smyslov                              | Botvinnik                            | ½ - ½                                | ½                                    | 1½                                   |
| 3                                    | 9. marts                             | Botvinnik                            | Smyslov                              | ½ - ½                                | 1                                    | 2                                    |
| 4                                    | 12. marts                            | Smyslov                              | Botvinnik                            | 0 – 1                                | 2                                    | 2                                    |
| 5                                    | 16. marts                            | Botvinnik                            | Smyslov                              | 1 – 0                                | 3                                    | 2                                    |
| 6                                    | 19. marts                            | Smyslov                              | Botvinnik                            | 1 - 0                                | 3                                    | 3                                    |
| 7                                    | 21, marts                            | Botvinnik                            | Smyslov                              | ½ – ½                                | 3½                                   | 3½                                   |
| 8                                    | 23. marts                            | Smyslov                              | Botvinnik                            | 1 - 0                                | 3½                                   | 4½                                   |
| 9                                    | 26. marts                            | Botvinnik                            | Smyslov                              | ½ - ½                                | 4                                    | 5                                    |
| 10                                   | 28. marts                            | Smyslov                              | Botvinnik                            | ½ - ½                                | 4½                                   | 5½                                   |
| 11                                   | 30. marts                            | Botvinnik                            | Smyslov                              | ½ - ½                                | 5                                    | 6                                    |
| 12                                   | 2. april                             | Smyslov                              | Botvinnik                            | 1 - 0                                | 5                                    | 7                                    |
| 13                                   | 4. april                             | Botvinnik                            | Smyslov                              | 1 – 0                                | 6                                    | 7                                    |
| 14                                   | 6. april                             | Smyslov                              | Botvinnik                            | ½ - ½                                | 6½                                   | 7½                                   |
| 15                                   | 9. april                             | Botvinnik                            | Smyslov                              | ½ - ½                                | 7                                    | 8                                    |
| 16                                   | 11. april                            | Smyslov                              | Botvinnik                            | ½ - ½                                | 7½                                   | 8½                                   |
| 17                                   | 13. april                            | Botvinnik                            | Smyslov                              | 0 - 1                                | 7½                                   | 9½                                   |
| 18                                   | 18. april                            | Smyslov                              | Botvinnik                            | ½ - ½                                | 8                                    | 10                                   |
| 19                                   | 20. april                            | Botvinnik                            | Smyslov                              | ½ - ½                                | 8½                                   | 10½                                  |
| 20                                   | 23. april                            | Smyslov                              | Botvinnik                            | 1 - 0                                | 8½                                   | 11½                                  |
| 21                                   | 25. april                            | Botvinnik                            | Smyslov                              | ½ - ½                                | 9                                    | 12                                   |
| 22                                   | 27. april                            | Smyslov                              | Botvinnik                            | ½ - ½                                | 9½                                   | 12½                                  |